# David Bruce
Sir David Bruce (29. května 1855, Melbourne – 27. listopadu 1931) byl skotský lékař, patolog a mikrobiolog. Objevil původce Maltské horečky (Brucella melitensis) a spavé nemoci (Trypanosoma brucei).

## Život a kariéra
Narodil se v australském Melbourne skotským rodičům, ale v 5 letech se vrátil zpět do Skotska. Vystudoval medicínu na Univerzitě v Edinburghu. Nejvýznamnější během jeho kariéry bylo působení v Britské armádě na Maltě. Tam v roce 1887 poprvé izoloval a popsal původce vlnité horečky (=Maltská horečka, =Gibraltarská horečka, =brucelóza), jehož pojmenoval jako Micrococcus melitensis. Na jeho počest byla později bakterie přejmenována na Brucella melitensis a název onemocnění se sjednotil na brucelóza.